# MKS Cracovia
A MKS Cracovia SSA egy lengyel labdarúgócsapat, melynek székhelye Krakkóban, Lengyelországban található. A Cracovia a legidősebb lengyel klub, melyet 1906. június 13-án alapítottak. Ugyan Lwówban már voltak pár évvel idősebb csapatok, de Lwów városát 1939 szeptemberében a szovjetek megszállták és elfoglalták. Ma Ukrajnához tartozik.
Ötszörös lengyel bajnok: (1921, 1930, 1932, 1937, 1948).

## Története

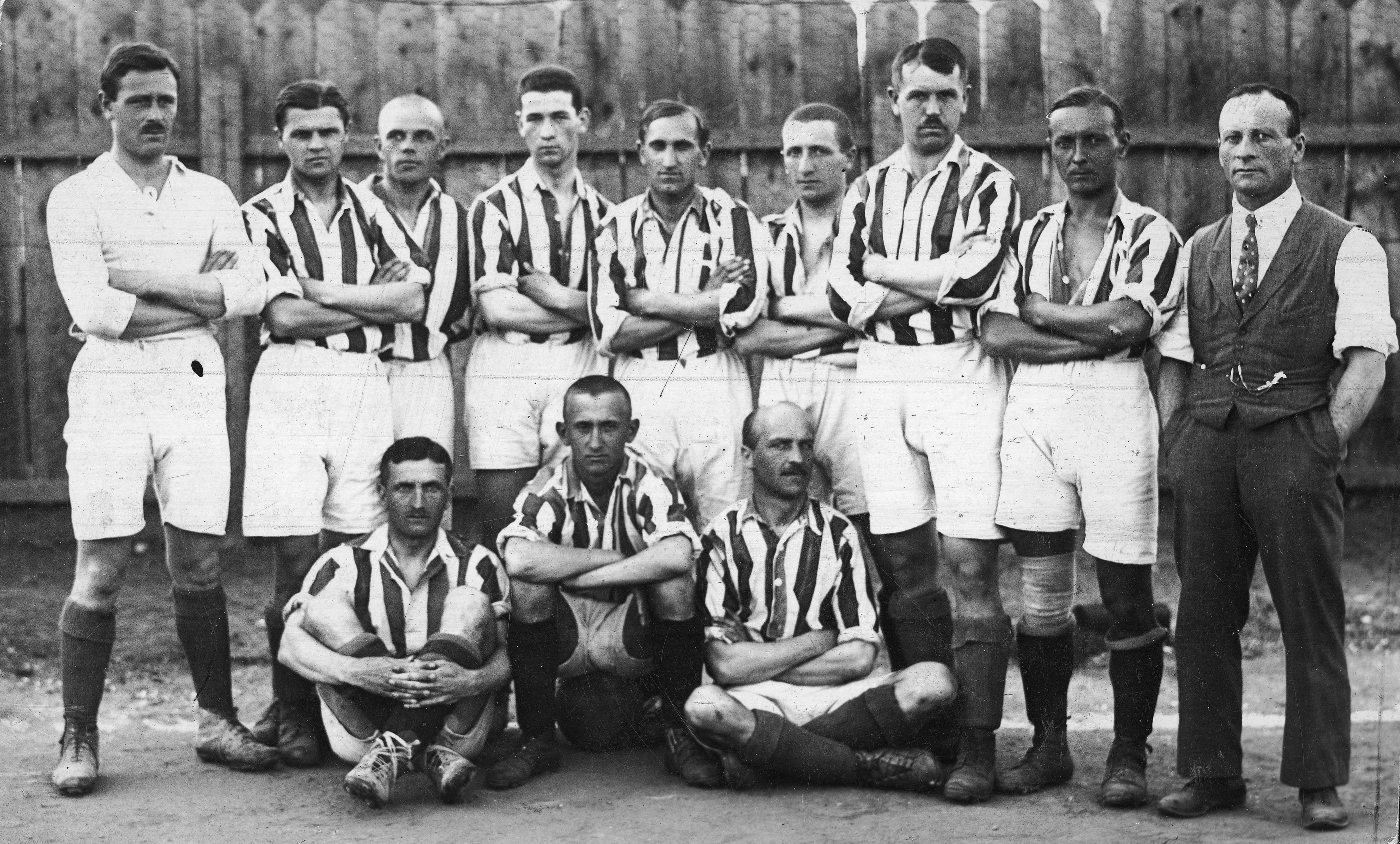
Cracovia 1921

A krakkói futball  korai éveiben összekapcsolódott Henryk Jordan nevével, aki a  Nagy-Britanniában eltöltött idő után visszatért szülővárosába és az ott élő fiatalságnak bemutatta a labdarúgást. Jordan nagy támogatója volt mindenféle sporttevékenységnek. 1889. március 12-én megalapította a Krakkói Játékok Parkját, amit a fiatalság csak Jordan Parkjának hívott. Később adottságaik szerint szakosztályokra választotta szét a fiatalokat, így teremtve meg a profi labdarúgás alapjait.
Azonban nem Krakkó volt a lengyel labdarúgás táptalaja. 1894. július 14-én Lwowban Lwow és Krakkó játszott egymás ellen és a hazai csapat bizonyult jobbnak, aki 1-0-ra nyert Wlodzimierz Chomicki góljával.
A következő pár évben kiderült, hogy a futball itt is lassan felemelkedik az elismert sportágak közé. A  labdarúgás hamar közkedvelt sportággá vált az egyetemisták körében és 1903-ban egy csoport klubot alapított Slawa Lwow néven (a nevet később Czarni Lwowra változtatták). Így alakult meg az első lengyel futballklub.
1904-ben lwowi egyetemisták egy csoportja egyidőben Eugeniusz Piasecki professzorral Krakkóba utazott bemutatójátékot játszani. A meccs vége 0-4 lett a krakkóiak javára és ez messzemenő következtetésekre adott okot a krakkói fiatalok ügyességét illetően.
1906. június 4-e döntő fontosságú dátum a krakkói futball történetében. Ezen a napon két osztályozó mérkőzést játszottak az egyetemi csapatok. Ezeket a meccseket még az újságokban is meghirdették. A 'Czarni Lwow' legyőzte a 'Bialo-Czerwoni' csapatát, és a 'IV Gymnasium' legyőzte az 'Akademicy't. A krakkói szurkolók nagyon meglepődtek, mert először láttak valódi futballfelszerelést, amikben a Lwow játékosai érkeztek Krakkóba. Eldöntötték, hogy ők is profi felszereléssel, profi szinten űzik ezt a sportágat. 1907-ben megalapították a Cracoviát.

## Sikerek
Ekstraklasa
- Bajnok (5): 1921, 1930, 1932, 1937, 1948
- Ezüstérmes (2): 1934, 1949

Lengyel Kupa
- Győztes: (1) 2019–20

Lengyel Szuperkupa
- Győztes: (1) 2020

## Stadion

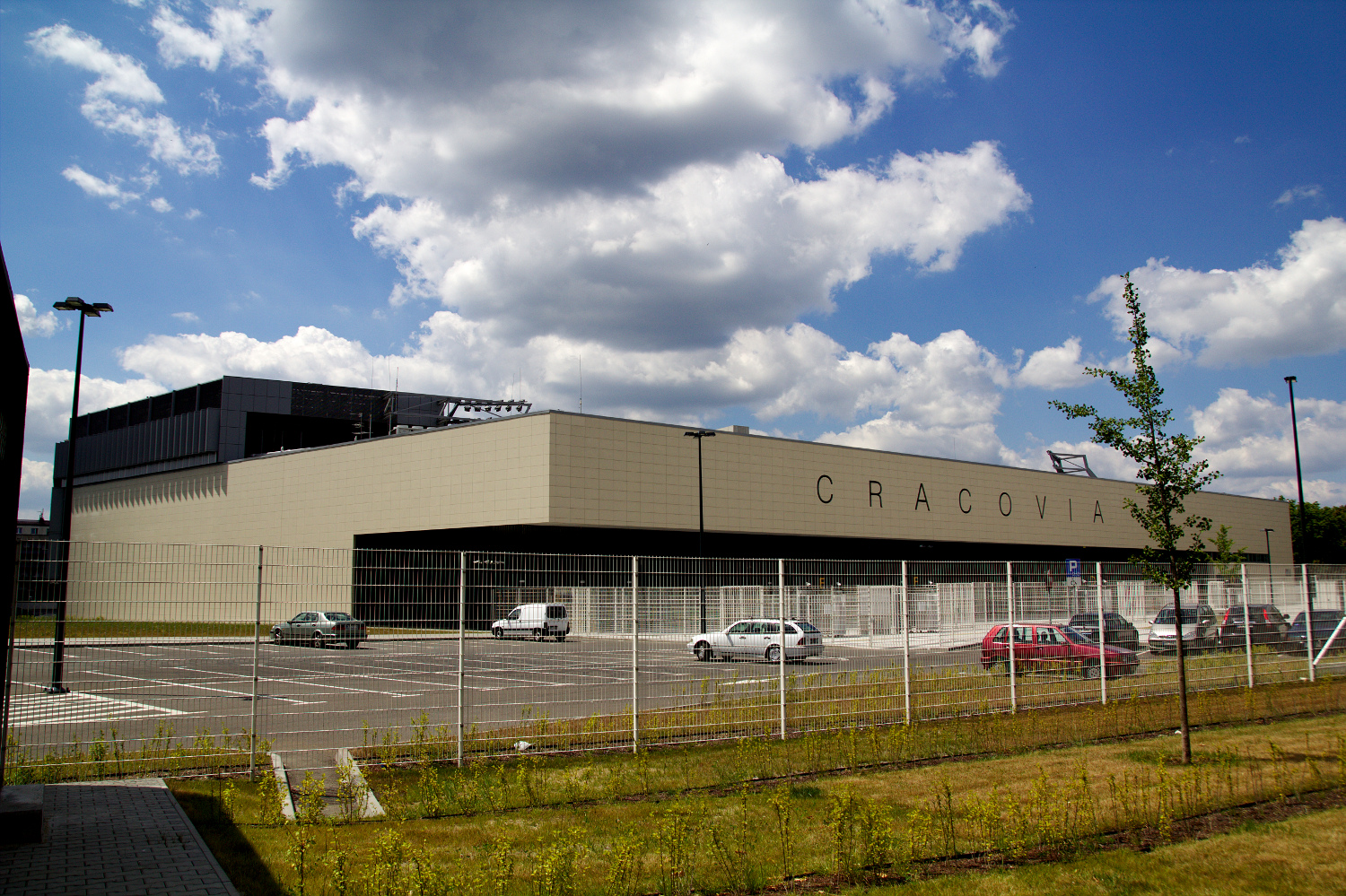
Stadion Cracovii (Józef Piłsudski)

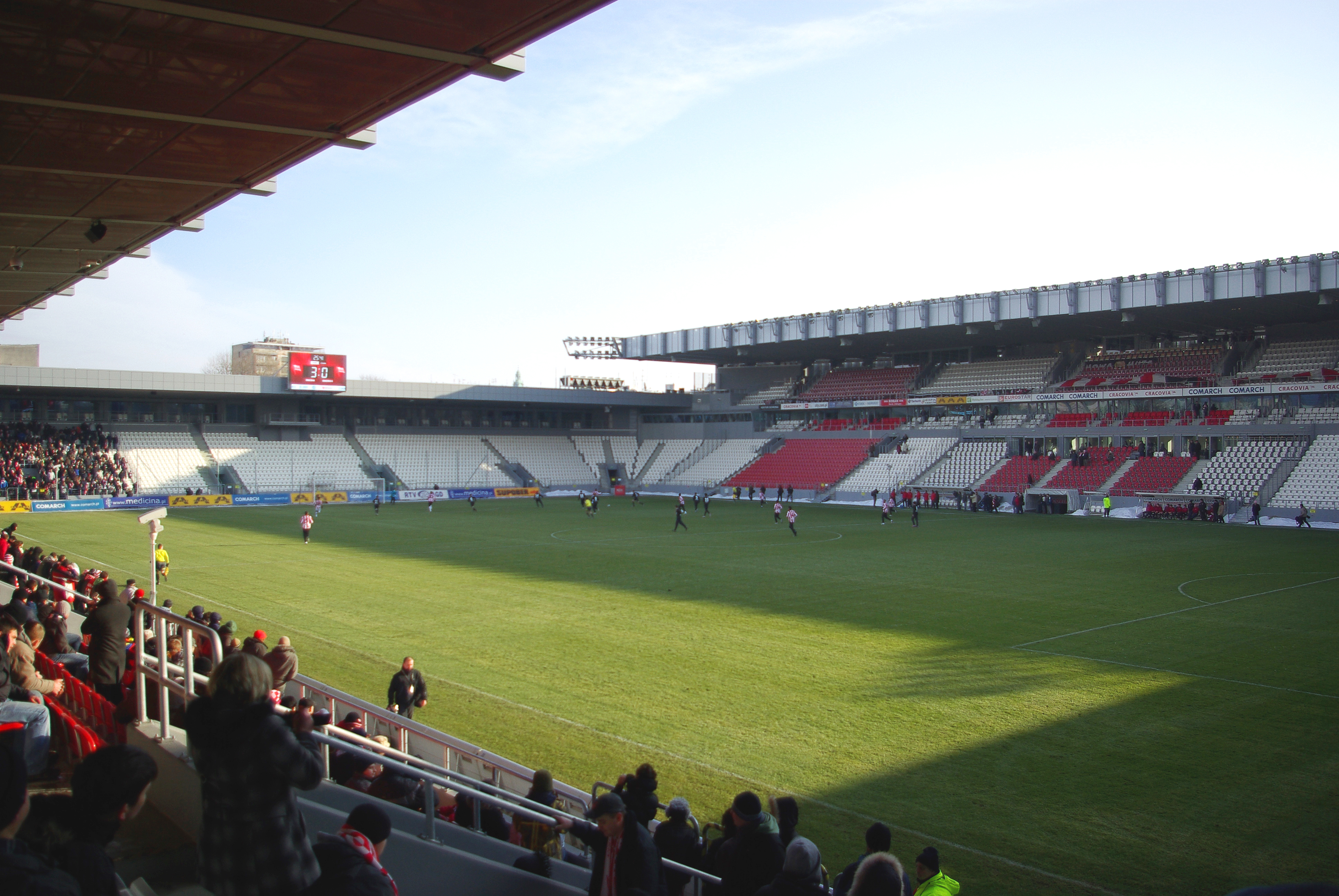
Stadion Cracovii (Józef Piłsudski)

## Játékoskeret
2023. július 25. szerint.
| #  |                 | Poszt | Név                |
| -- | --------------- | ----- | ------------------ |
| 2  | ROU             | KP    | Cornel Râpă        |
| 4  | POL             | KP    | Paweł Jaroszyński  |
| 5  | ROU             | V     | Virgil Ghiță       |
| 6  | Észak-Macedónia | KP    | Jani Atanasov      |
| 8  | DEN             | KP    | Mathias Hebo       |
| 9  | FIN             | CS    | Benjamin Källman   |
| 11 | POL             | KP    | Michał Rakoczy     |
| 13 | POL             | K     | Sebastian Madejski |
| 14 | POL             | KP    | Sylwester Lusiusz  |
| 15 | POL             | KP    | Maciej Mrozik      |
| 17 | POL             | KP    | Mateusz Bochnak    |
| 18 | JPN             | KP    | Osima Takutó       |
| 20 | POL             | KP    | Karol Knap         |
| 21 | POL             | CS    | Kacper Śmiglewski  |
| 22 | FIN             | V     | Arttu Hoskonen     |
| 24 | CZE             | V     | Jakub Jugas        |
| 25 | GEO             | KP    | Otar Kakabadze     |
| 30 | POL             | K     | Adam Wilk          |

| #  |     | Poszt | Név              |
| -- | --- | ----- | ---------------- |
| 31 | SVK | K     | Lukáš Hroššo     |
| 36 | POL | KP    | Kacper Jodłowski |
| 38 | POL | KP    | Jakub Myszor     |
| 40 | POL | K     | Filip Kramarz    |
| 44 | POL | V     | Damian Urban     |
| 55 | POL | KP    | Michał Stachera  |
| 61 | POL | KP    | Robert Ozog      |
| 63 | POL | KP    | Filip Rózga      |
| 66 | POL | V     | Oskar Wójcik     |
| 71 | POL | KP    | Patryk Makuch    |
| 72 | POL | KP    | Bartłomiej Kolec |
| 73 | POL | KP    | Patryk Zaucha    |
| 85 | CZE | V     | David Jablonský  |
| 87 | POL | V     | Oliwier Hyla     |
| 97 | BRA | KP    | Thiago           |
| —  | SVK | CS    | Filip Balaj      |
| —  | POL | CS    | Kamil Ogorzały   |

## Ismertebb játékosok
| - Józef Kałuża - Leon Sperling - Ludwik Gintel - Aleksander Mysiak - Wilhelm Gora - Józef Ciszewski - Karol Kossok | - Tadeusz Parpan - Stanisław Różankowski - Władysław Gędłek - Krzysztof Hausner - Janusz Kowalik - Andrzej Rewilak - Marek Podsiadło | - Andrzej Turecki - Rafał Wrześniak - Marek Citko - Kazimierz Węgrzyn - Marcin Bojarski - Piotr Bania - Piotr Giza | - Marcin Cabaj - Arkadiusz Baran - Edward Jabłoński - Józef Korbas - Mateusz Klich - Krzysztof Piątek |